# Take No Prisoners (album, David Byron)
Take No Prisoners je sólové debutové album britského rockového zpěváka Davida Byrona. Bylo vydáno v době, kdy byl zpěvákem skupiny Uriah Heep a uvádí i jeho spoluhráče z U. Heep Micka Boxe a Lee Kerslakea.

## Seznam stop
1. Man Full Of Yesterdays (Byron / Box / Stonebridge) – 5:36
2. Sweet Rock N' Roll (Stonebridge / McGuinness) – 2:49
3. Steamin' Along (Byron / Box / Ball / Thompson / Stonebridge) – 5:09
4. Silver White Man (Byron) – 3:29
5. Love Song (Byron / Box / Kerslake / Stonebridge) – 2:56
6. Midnight Flyer (Stonebridge / McGuinness) – 5:55
7. Saturday Night (Stonebridge) – 2:16
8. Roller Coaster (Byron / Box / Ball / Kerslake / Stonebridge) – 3:58
9. Stop (Think What You're Doing) (Byron / Stonebridge / McGuinness) – 4:16
10. Hit Me With A White One (Byron / Box / Stonebridge) – 3:53

## Obsazení

### Členové skupiny
- David Byron - zpěv
- Mick Box - kytary
- Lou Stonebridge - klávesy
- Denny Ball - baskytara
- Lee Kerslake - bicí

### Ostatní účinkující
- Bicí: Pete Thompson
- Sborový zpěv: Chanter Sisters, Martha Smith, Neil Lanchaster, Chas Mills a Russ Stone.
- Akustická kytara: Ken Hensley
- Mellotron: John Wetton